# 陵夷作用
陵夷作用，又稱均夷作用，指地球表面遭受风化、侵蚀等自然營力，使得總體的落差得到平衡的結果。在這種過程裡，有时可看作是剥蚀作用的同义词，或用作剥蚀作用的结果。
据中国全国科学技术名词审定委员会則稱為“凌夷作用”，也称“陵削作用”，其定义为：“流水通过自身的侵蚀作用，对河底、河岸或斜坡表面不断地磨蚀、削平，使河床或斜坡表面高程不断地降低。” 